# Азарьонок Григорій Юрійович
Азарьо́нок Григорій Юрійович (18 жовтня 1995 , Мінськ ) — білоруський проросійський пропагандист.

## Життєпис
Народився в сім'ї тележурналіста та проросійського пропагандиста Юрія Азарьонка. Навчався режисури в Академії мистецтв, потім пройшов військову службу, отримавши звання єфрейтора.
До 2020 року висвітлював регіональні події на білоруському державному телебаченні, але під час виборів президента 2020 року він почав знімати відео на політичні теми.

### 2020—2021
У квітні 2020 року Григорій озвучив конспіративну версію походження COVID-19, пов'язавши його з бактеріологічною зброєю США, і похвалив пасивну позицію режиму Лукашенка щодо протидії пандемії.
Азарьонок звинуватив передвиборчий штаб Світлани Тихановської у намірі побудувати в Білорусі «болотний концтабір» і організувати заворушення, порівнявши протестувальників з нацистами, так само пояснював масові протести проти режиму Лукашенка наслідками конспірологічних подій. Азарьонок звинуватив колишніх працівників Білоруського державного телебачення в демонстративному звільненні та приєднанні до акцій протесту в обмін на «великі гроші».
У вересні 2020 року створив телевізійний сюжет про нібито комфортні умови в СІЗО на вулиці Акрестіна в Мінську, де, за численними свідченнями, затриманих протестувальників катували. Телешоу викликало суттєву критику в ЗМІ. За історію про похорон протестувальника Романа Бондаренка, який загинув після побиття міліціянтами Лукашенка, мати загиблого подала на пропагандиста до суду. В історії Азарьонка використовувались матеріали з таємного прослуховування її телефонних розмов.
20 листопада 2020 року внесений до санкційніх списків Латвії, Литви та Естонії, 2 грудня 2021 — Великій Британії. Через антиукраїнську пропаганду у березні 2021 року Азарьонка також занесли в базу центру «Миротворець».
East StratCom Task Force зазначила як приклад пропаганди в Білорусі передачі Азарьонка на каналі «СТВ», в яких дезінформація супроводжується мовою ворожнечі.

## Нагороди
11 січня 2021 Лукашенко підписав указ № 13, нагородивши медаллю «За відвагу» Азарьонка «за високий професіоналізм, великий особистий внесок у розвиток державної інформаційної політики та національної журналістики».
16 січня 2021 року Лукашенко особисто вручив медаль на прийомі у виставковому центрі «БелЕкспо».

## Санкції
20 листопада 2020 року внесений до санкційних списків Литви, Латвії та Естонії, а 2 грудня 2021 потрапив під санкції Великобританії. У березні 2022 року Азаренок був включений до списку санкцій Канади, у червні 2022 року потрапив під санкції Швейцарії.
Азарьонок публічно закликає до війни, виправдовує, називаючи «законною» війну Росії проти України, тимчасову окупацію території України, прославляє представників ЗС РФ та незаконних збройних формувань. Азарьонок є підсанкційною особою.
У червні 2022 року проти Азаренка було запроваджено санкції Євросоюзу та Швейцарії, як проти одного з головних пропагандистів та прихильників режиму Лукашенка, відповідального за протидію демократичним змінам у Білорусі.
15 січня 2023 року доданий до списку підсанкційних осіб України.

## Родина
- Батько — проросійський білоруський журналіст Юрій Азарьонок